# Solon Fishbone
Solon Ferreira Coelho (Caxias do Sul, 27 de setembro de 1967) é um guitarrista brasileiro de blues.

## Biografia
Iniciou na carreira em 1984 e já atuou ao lado de músicos como Eddie C.Campbell, James Wheeler, Billy Branch, John Primer, Phil Guy e Hubert Sumlin.
Com uma pegada muito semelhante a de Stevie Ray Vaughan e Freddie King, Solon Fishbone hoje é considerado um dos melhores guitarristas de blues do Brasil e contribui para que o blues continue tocando a alma de cada pessoa que é fisgada pelas notas inconfundíveis deste tipo de melodia.[carece de fontes?]
A revista Guitar Player de outubro de 1999 diz sobre seu terceiro disco:
"Blues Galore é o novo caminho para o blues nacional, é a principal referência do blues para o cenário nacional".
Seu setup é simples e sobretudo vintage: Fender Stratocaster pré-CBS (disso resulta o som gordo e definido perfeitamente audível em Instrumental Mood), amplificadores Fender (Deluxe Reverb Black Face geralmente) que são tão essenciais quanto as guitarras em termos de timbre, além de alguns poucos efeitos como Ibanez Tube Screamer e Rotary Speaker.

## Discografia
- 1994 - Blues from Southlands
- 1996 - Heart & Soul
- 1999 - Blues Galore
- 2004 - Instrumental Mood
- 2011 - Fish Tones

## Prêmios e indicações

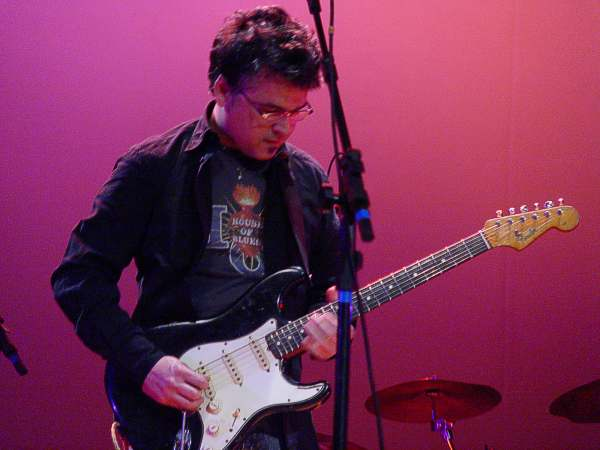
Solon Fishbone

### Prêmio Açorianos
| Ano  | Categoria                  | Indicação                   | Resultado |
| ---- | -------------------------- | --------------------------- | --------- |
| 1994 | Disco                      | Blues from Southlands       | Venceu    |
| 1994 | Instrumentista de Cordas   | Solon Fishbone              | Indicado  |
| 1994 | Grupo Musical              | Solon Fishbone y Los Cobras | Indicado  |
| 1999 | Disco de Blues             | Blues Galore                | Venceu    |
| 1999 | Compositor de Pop/Rock     | Solon Fishbone              | Indicado  |
| 2004 | Instrumentista de Pop/Rock | Solon Fishbone              | Venceu    |
| 2004 | Compositor de Pop/Rock     | Solon Fishbone              | Indicado  |
| 2004 | Disco de Pop/Rock          | Instrumental Mood           | Indicado  |
| 2004 | Disco de Instrumental      | Instrumental Mood           | Indicado  |
| 2004 | Espetáculo do Ano          | Instrumental Mood           | Indicado  |
| 2004 | Disco do Ano               | Instrumental Mood           | Indicado  |
| 2011 | Instrumentista de Pop      | Solon Fishbone              | Indicado  |